# Tarnai Richárd
Tarnai Richárd (Budapest, 1972. november 3. –) magyar jogász, közigazgatási szakember, politikus. 2011 óta Pest vármegye főispánja, korábban országgyűlési képviselő.

## Tanulmányai
Általános iskolai tanulmányait a kispesti Pannónia Általános Iskolában végezte. 1997-ben szerzett jogi diplomát az Eötvös Loránd Tudományegyetem Állam- és Jogtudományi Karán.

## Pályafutása
1991 és 1992 között a Magyar Máltai Szeretetszolgálat önkénteseként dolgozott. 1996–1997-ben Barsiné Pataky Etelka országgyűlési képviselő személyi titkára volt, majd 1997–2000 között fogalmazóként tevékenykedett a Fővárosi Főügyészségen. 1998–1999-ben a Katolikus Ifjúsági Mozgalomban teljesített polgári szolgálatot.
2000-től a szociális és családügyi miniszter kabinetjében dolgozott előbb munkaerőpiaci szakreferensként, majd 2000 és 2002 között kabinetfőnökként. 2002-ben kormányzati főtisztviselőként tevékenykedett, ezt követően a Fidesz parlamenti frakciójának Szociális és Családügyi Kabinetjében volt kabinettitkár 2002 és 2006 között. 2006 és 2010 között Harrach Péter, az Országgyűlés alelnökének kabinetfőnöke volt.
2010 és 2011 között az Országgyűlés jegyzőjeként dolgozott, valamint tagja volt az Alkotmány-előkészítő parlamenti bizottságnak, ahol az Alkotmányos Alapérték Munkacsoport vezetői feladatait látta el.
2010 és 2014 között országgyűlési képviselőként képviselte Kispestet.
2011. január 1-jétől vezeti a Pest Megyei Kormányhivatalt, amelynek élén – a közigazgatási rendszer átalakításának keretében – az ügyfélközpontú, hatékony és költségtakarékos közigazgatás megvalósítását tűzte ki célul.

## Magánélete
Nős, öt gyermek édesapja.